# Mauricio Taricco
Mauricio Ricardo Taricco (ur. 10 marca 1973) – były argentyński piłkarz występujący na pozycji obrońcy, obecnie trener piłkarski.
Wychowanek Argentinos Juniors trafił na Stary Kontynent w 1994 roku. Był graczem angielskich zespołów Ipswich Town, Tottenhamu Hotspur, West Hamu oraz Brightonu. Od 2005 do 2007 był ponadto graczem amatorskiego klubu z Włoch, AS Villasimius.
Od 2013 roku jest asystentem menedżera Gusa Poyeta w Sunderland A.F.C. W latach 2009–2013 sprawował identyczną funkcję we wspomnianej już ekipie z Falmer Stadium.